# М74 (миномёт)
Миномёт М74 — югославский лёгкий миномёт второго поколения, модификация миномёта М52. Совместно с миномётом М75 используется в качестве средства огневой поддержки пехоты в сухопутных сражениях, средства поражения живой силы противника, лёгкого противотанкового орудия, а также для разрушения оборонительных структур (колючей проволоки, минных полей) в любое время суток. Может использоваться и мотопехотными войсками для обстрела сил противника прямо во время движения. Отличается от М75 некоторыми деталями в конструкции.